# Бондар Сергій Іванович (тренер)
Сергій Іванович Бондар (нар. 5 травня 1963, Рубіжне, Луганська область, УРСР) — радянський та російський футболіст, тренер та функціонер, виступав на позиції захисника.

## Життєпис
Вихованець ДЮСШ міста Рубіжне. Закінчив Смоленський державний інститут фізичної культури (1988), кандидат педагогічних наук.
У 1991-1994 роках виступав за команду «Знамя труда»/«Орєхово» (Орєхово-Зуєво) в першій і другій російських лігах, а також у другій нижчій лізі СРСР, у 1995 році працював головним тренером команди. У 1996-1997 роках грав у другій і третій лігах за «Космос» (Долгопрудний). З 1997 року — на тренерській та адміністративній роботі. З 15 червня 2009 року — спортивний директор раменського «Сатурна». З 1 лютого 2011 року по 2012 рік — головний тренер клубу «Сатурн-2» (екс-«Космос»).
Протягом 2013-2015 років бид спортивним директором, заступником директора УОР №5 Єгор'євськ. Очолював також команду УОР №5 Єгор'євськ, яка виступала в III дивізіоні.
З червня 2015 року — знову головний тренер команди «Знамя Труда», наступного року оголосив про свій відхід. Надалі став спортивним директором Футбольної національної ліги.
Має тренерську ліцензію рівня «B».